# 国际胡椒交易所
国际胡椒交易所（International Pepper Exchange）设在印度的柯枝市，处理全球黑胡椒的贸易。国际胡椒交易所是全球唯一一处国际性胡椒交易机构。